# 第8次ヴァル・ファジュル作戦
第8次ヴァル・ファジュル作戦（だいはちじヴァル・ファジュルさくせん）は、イラン・イラク戦争中、第1次アル＝ファオの戦いにおけるイラン軍の攻勢作戦名である。

## 概要
詳細は第1次アル＝ファオの戦いを参照